# Ōta, Tōkyō

Ōta (大田区 Ōta-ku?) este unul dintre cele 23 de sectoare speciale ale zonei metropolitane Tōkyō în Japonia.